# Chott el Hodna
Chott el Hodna är en saltsjö i Algeriet.   Den ligger i provinsen M'Sila, i den norra delen av landet, 210 km sydost om huvudstaden Alger.